# Ким Ён Гван (актёр)
Ким Ён Гван (кор. 김영광?, 金英光?; род. 11 января 1987 года, Инчхон, Республика Корея) — южнокорейский актёр и модель. Ким начал карьеру в качестве модели для таких дизайнеров как Александр МакКуин, Вивьен Вествуд и Etro. В 2008 году он стал первым азиатом мужчиной-моделью, который принял участие в показе Dior Homme. Как актёр наиболее известен по ролям в фильмах: «Полицейский на подиуме», «Горячая кровь юности», «Твоя свадьба» и «Чудесный призрак», а также по ролям в телесериалах: «Пиноккио», «День D», «Мужчина в моём доме», «Хранители» и «Влюблён в тебя с первого взгляда».
Лауреат двух престижных корейских премий: «Пэксан» и кинопремии «Голубой дракон».

## Ранняя жизнь и образование
Ким Ён Гван родился 11 января 1987 года в Инчхоне, Республика Корея. Отец Кима был ветераном Войны во Вьетнаме и погиб из-за болезни вызванной агентом «Оранж», когда Ён Гван был в начальной школе, что вынудило его пойти зарабатывать, чтобы поддерживать свою небогатую семью.
Он окончил факультет театра и кино Ханьянского университета.

## Карьера
Ким дебютировал в качестве актёра в медицинском сериале «Хороший доктор» канала KBS2.

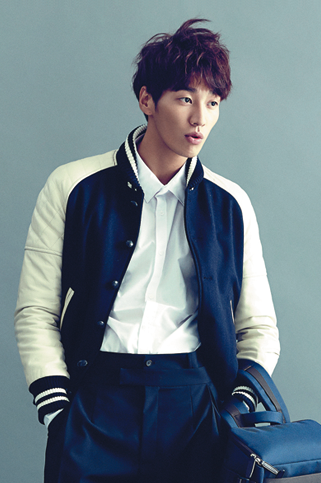
Ким Ён Гван, 2014 год

Ким также снялась в комедийном боевике «Полицейский на подиуме» 2012 года, в котором он сыграл Хан Сон Хо и подростковой романтической драме «Горячая кровь юности» 2014 года, в которой сыграл роль старшеклассника Кван Сика.
В 2014 году он снялся в таких дорамах, как «Эта проклятая девятка» на канале tvN и «Пиноккио» на канале SBS, в которой сыграл роль Со Бом Чо, симпатичного репортёра из богатой семьи, за которую в итоге получил премию SBS Drama Award — «Новая звезда».
В 2015 году он снялся в медицинской драме «День D», в которой исполнил роль Ли Хэ Сона, хирурга общей практики, который ставит спасение жизней выше цифр и правил и в веб-драме «Клиника Доктора Мо» с Сандарой Пак, сыграв роль психиатра и гипнотизёра по имени Мо Ян.
В 2016 году он сыграл главную роль в веб-сериале «Звёздная ночь Го Хо» с Квон Юри и в романтической комедии KBS2 «Мужчина в моём доме» с Су Э.
В 2017 году он снялся в триллере MBC «Хранители» в роли страстного прокурора.
В 2018 году Ким снялась в романтическом фильме «Твоя свадьба» вместе с Пак Поён. Его роль в фильме принесла ему награду «Лучший новый актёр — кино» на церемонии вручения премии «Пэксан». Затем он снялся в фантастическом комедийном фильме «Чудесный призрак» вместе с Ма Дон Соком. Позже в том же году он также получил роль в мистической драме телеканала tvN «Комната 9».
В 2019 году Ким снялась в романтической комедийной дораме «Влюблён в тебя с первого взгляда», премьера которой состоялась в мае 2019 года.
Также в 2021 году он снялся вместе с Чхве Кан Хи в романтической комедии в жанре фэнтези «Привет? Это я!», премьера которой состоялась в феврале 2021 года.
В 2022 году он снялся в триллер-сериале Netflix «Кто-то». Ким сыграл роль серийного маньяка-психопата Сон Юн О, что стало для него выходом из зоны комфорта, так как актёр привык играть роли в романтических комедиях, однако благодаря этой роли он решил расширить свой репертуар ролей. По словам самого актёра, он подумал, что для зрителя будет куда страшней, когда они не смогут предугадать, что сделает его персонаж и над чем он работал, в том числе с самим режиссёром.

## Личная жизнь
Ким поддерживает тесную дружбу с Ли Сухёком, а также с другими коллегами-моделями, ставшими актёрами: Ким У Бином, Хон Чжон Хёном и Сон Джуном, с которыми он снимался в сериале «Белое Рождество». Фанаты дали им прозвище «Мстители-модели».
12 декабря 2013 года Ким начал обязательную военную службу. Однако ему было предписано служить всего шесть месяцев в качестве работника государственной службы, поскольку его отец был ветераном Вьетнамской войны и признанным человеком, имеющим национальные заслуги. Ким был демобилизован в июне 2014 года.

## Фильмография

### Кино
| Год  | Название                | Роль        | Примечания  | Ист.   |
| ---- | ----------------------- | ----------- | ----------- | ------ |
| 2012 | Полицейский на подиуме  | Хан Сын Ву  |             |        |
| 2014 | Горячая кровь юности    | Чо Кван Сик |             |        |
| 2018 | Твоя свадьба            | Хван У Ён   |             |        |
| 2018 | Чудесный призрак        | Тхэ Джин    |             |        |
| 2021 | Миссия выполнима        | У Су Хан    |             | [ 29 ] |
| 2021 | Счастливого нового года | Сынхё       | фильм TVING | [ 30 ] |

### Телесериалы
| Год       | Название                         | Роль        | Примечания                                          | Ист.   |
| --------- | -------------------------------- | ----------- | --------------------------------------------------- | ------ |
| 2008      | Мир, в котором они живут         | Ён Ун       |                                                     | [ 31 ] |
| 2009      | Тройной прыжок                   | Джэ Ук      |                                                     | [ 32 ] |
| 2009      | Моя прекрасная леди              | Чон У Сон   |                                                     | [ 33 ] |
| 2010      | Любви все возрасты покорны       | Ли Ён Кван  |                                                     | [ 34 ] |
| 2011      | Белое Рождество                  | Чо Ён Чжэ   |                                                     | [ 35 ] |
| 2011      | Овощной магазин холостяка        | Ли Сыль У   |                                                     | [ 36 ] |
| 2012      | Дождь любви                      | Хан Тхэ Сон |                                                     | [ 37 ] |
| 2012      | Сможем ли мы пожениться?         | Кон Ки Джун |                                                     | [ 38 ] |
| 2013      | Тайна рождения                   | Пак Су Чан  |                                                     | [ 39 ] |
| 2013      | Хороший доктор                   | Хан Джин Ук |                                                     |        |
| 2014      | Таинственная любовь              | Юн Джун Мун | (эпизоды 3-4: «Тринадцатый пункт в списке желаний») | [ 40 ] |
| 2014      | Эта проклятая девятка            | Кан Джин Гу |                                                     |        |
| 2014–2015 | Пиноккио                         | Со Бом Джо  |                                                     |        |
| 2015      | День D                           | Ли Хэ Сон   |                                                     |        |
| 2016      | Мужчина в моём доме              | Ко Нан Гиль |                                                     |        |
| 2017      | Хранители                        | Чан До Хан  |                                                     |        |
| 2018      | Комната 9                        | Ки Юн Джин  |                                                     |        |
| 2019      | Влюблён в тебя с первого взгляда | До Мин Ик   |                                                     |        |
| 2021      | Привет? Это я!                   | Хан Ю Хён   |                                                     | [ 41 ] |
| 2023      | Биография злодея                 | Со До Ён    |                                                     | [ 42 ] |
| TBA       | Возвращение во дворец            |             | Камео                                               | [ 43 ] |

### Веб-сериалы
2025style="background:var(--background-color-progressive-subtle, #eaf3ff); color:var(--color-emphasized, #000); vertical-align: middle; text-align: center; " class="no table-no2"|
TBA
| Год     | Название                  | Роль         | Ист.          |
| ------- | ------------------------- | ------------ | ------------- |
| 2015    | Клиника Доктора Мо        | Мо И Ан      |               |
| 2016    | Звёздная ночь Го Хо       | Кан Тхэ Со   |               |
| 2022    | Кто-то                    | Сон Юн О     | [ 44 ] [ 45 ] |
| 2023    | Скажи мне, что это любовь | Хан Дон Джин | [ 46 ]        |
| Триггер | Мун Пэк                   | [ 47 ]       |               |

### Телешоу
| Год  | Название                        | Роль                     | Примечания      | Ист.   |
| ---- | ------------------------------- | ------------------------ | --------------- | ------ |
| 2016 | Закон джунглей: Новая Каледония | Главный актёрский состав | Эпизоды 220–224 | [ 48 ] |
| 2017 | Лодочный гудок сжал кулаки      | Главный актёрский состав | Со 2-го эпизода | [ 49 ] |
| 2018 | Закон джунглей: Антарктика      | Главный актёрский состав | Эпизоды 311–314 | [ 50 ] |

## Театр
| Год  | Название               | Роль     | Ист.   |
| ---- | ---------------------- | -------- | ------ |
| 2009 | Прекрасное Воскресенье | Джун Сок | [ 51 ] |

## Награды и номинации
| Награда                                 | Год  | Категория                                                        | Работа                           | Результат | Ист.   |
| --------------------------------------- | ---- | ---------------------------------------------------------------- | -------------------------------- | --------- | ------ |
| Asia Model Awards                       | 2009 | Лучшая фотомодель                                                | Ким Ён Гван                      | Победа    | [ 52 ] |
| Премия «Пэксан»                         | 2019 | Лучший новый актёр — кино                                        | Твоя свадьба                     | Победа    | [ 17 ] |
| Кинопремия «Голубой дракон»             | 2018 | Лучший новый актёр                                               | Твоя свадьба                     | Номинация | [ 53 ] |
| Кинопремия «Голубой дракон»             | 2018 | Популярная звезда                                                | Твоя свадьба                     | Победа    | [ 54 ] |
| Elle Style Awards                       | 2018 | Мужчина года                                                     | Ким Ён Гван                      | Победа    | [ 55 ] |
| KBS Drama Awards                        | 2013 | Лучший новый актёр                                               | Хороший доктор                   | Номинация |        |
| KBS Drama Awards                        | 2016 | Выдающиеся достижения, актёр в мини-сериале                      | Мужчина в моём доме              | Номинация |        |
| Korea Culture and Entertainment Awards  | 2014 | Лучший новый актёр в кино                                        | Горячая кровь юности             | Победа    |        |
| Korea Fashion Photographers Association | 2008 | Лучшая новая модель                                              | Ким Ён Гван                      | Победа    |        |
| MBC Drama Awards                        | 2017 | За наивысшие достижения, актёр в драме с понедельника по вторник | Хранители                        | Номинация |        |
| SBS Drama Awards                        | 2014 | Новая звезда                                                     | Пиноккио                         | Победа    | [ 56 ] |
| SBS Drama Awards                        | 2019 | За наивысшие достижения, актёр в мини-сериале                    | Влюблён в тебя с первого взгляда | Номинация | [ 57 ] |
| Style Icon Awards                       | 2009 | Икона стиля, категория модели                                    | Ким Ён Гван                      | Победа    | [ 58 ] |
| The Seoul Awards                        | 2018 | Лучший новый актёр (фильм)                                       | Твоя свадьба                     | Номинация | [ 59 ] |